# The Chainsmokers
The Chainsmokers este un duo de DJ americani, Andrew „Drew” Taggart și Alexander „Alex” Pall. Duo-ul s-a făcut cunoscut pe plan internațional în 2014 cu piesa „#Selfie”, piesă care s-a aflat în top 20 în multe țări. La ceremonia din februarie 2017 a Premiilor Grammy, The Chainsmokers au luat acasă premiul pentru cea mai bună înregistrare dance cu piesa „Don't Let Me Down”.

## Membri

### Drew Taggart
Andrew „Drew” Taggart (n. 31 decembrie 1989) este de origine scoțiană și a fost crescut în Freeport, Maine. Mama lui este profesoară, iar tatăl vindea proteze. A început să îndrăgească EDM la vârsta de 15 ani, în timp ce se afla în Argentina, unde s-a familiarizat cu muzica lui David Guetta, Daft Punk și Trentemøller.

### Alex Pall
Alexander „Alex” Pall (n. 16 mai 1985) este de origine franceză și a copilărit în Comitatul Westchester, New York. Mama lui este casnică, iar tatăl un dealer de artă.